# 莱河畔马勒伊-迪赛
莱河畔马勒伊-迪赛（法語：Mareuil-sur-Lay-Dissais，法語發音：[maʁœj syʁ lɛ disɛ]）是法国卢瓦尔河地区大区旺代省的一个市镇，位于该省中南部，属于永河畔拉罗什区。

## 历史
莱河畔马勒伊-迪赛成立于1974年，由原市镇莱河畔马勒伊（Mareuil-sur-Lay）和迪赛（Dissais）合并而成。

## 地理
莱河畔马勒伊-迪赛（46°32'4"N, 1°13'4"W）面积25.65 平方千米，位于法国卢瓦尔河地区大区旺代省，该省份为法国西部沿海省份，北起大西洋卢瓦尔省和曼恩-卢瓦尔省，西临大西洋，南至滨海夏朗德省，东部及东南部与德塞夫勒省接壤。
与莱河畔马勒伊-迪赛接壤的市镇（或旧市镇、城区）包括：莱河畔穆捷、贝赛、吉贝尔堡、科尔普、拉库蒂尔、佩欧、罗奈。
莱河畔马勒伊-迪赛的时区为UTC+01:00、UTC+02:00（夏令时）。

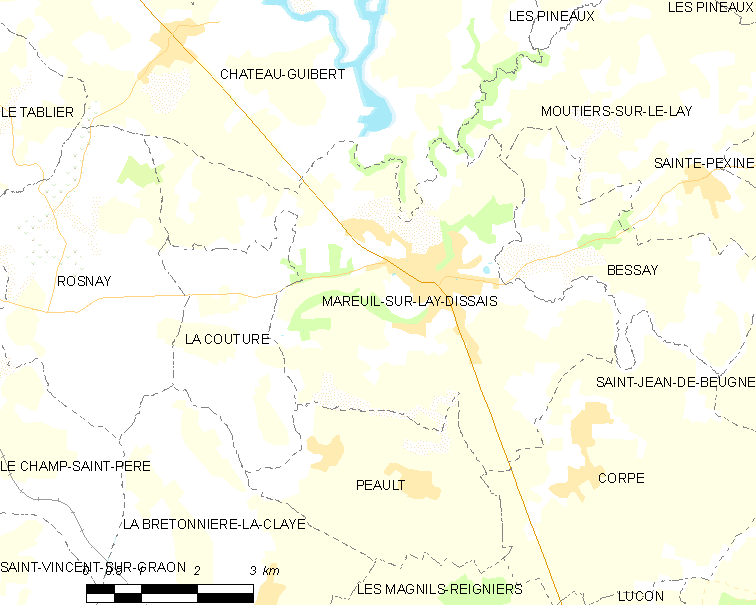
莱河畔马勒伊-迪赛的OSM定位图

## 行政
莱河畔马勒伊-迪赛的邮政编码为85320，INSEE市镇编码为85135。

## 政治
莱河畔马勒伊-迪赛所属的省级选区为莱河畔马勒伊-迪赛县。

## 人口

1962-2008年间莱河畔马勒伊-迪赛人口变化图示

莱河畔马勒伊-迪赛于2022年1月1日时的人口数量为2773人。